# Tour Plate
La tour Plate (en estonien : Plate torn) est une tour des remparts de Tallinn en Estonie.

## Présentation
La tour Plate est située dans la partie nord-ouest des remparts de Tallinn, entre la porte des Nonnes (et) et la grande porte côtière, au nord de l'intersection des rues Suurtüki tänav et Laboratooriumi tänav.
Les tours voisines sont la tour Köismäe et la tour Epping.
La tour a été construite entre 1401 et 1410 et porte le nom d'Herbord Plate, le dirigeant de la tour.
La hauteur de la tour à trois étages est de 24 mètres et son diamètre est de 9,75 mètres.
La tour a le plan de base d'un beignet, avec un plan coupé du côté de la ville.
La tour est actuellement inutilisée.

## Galerie

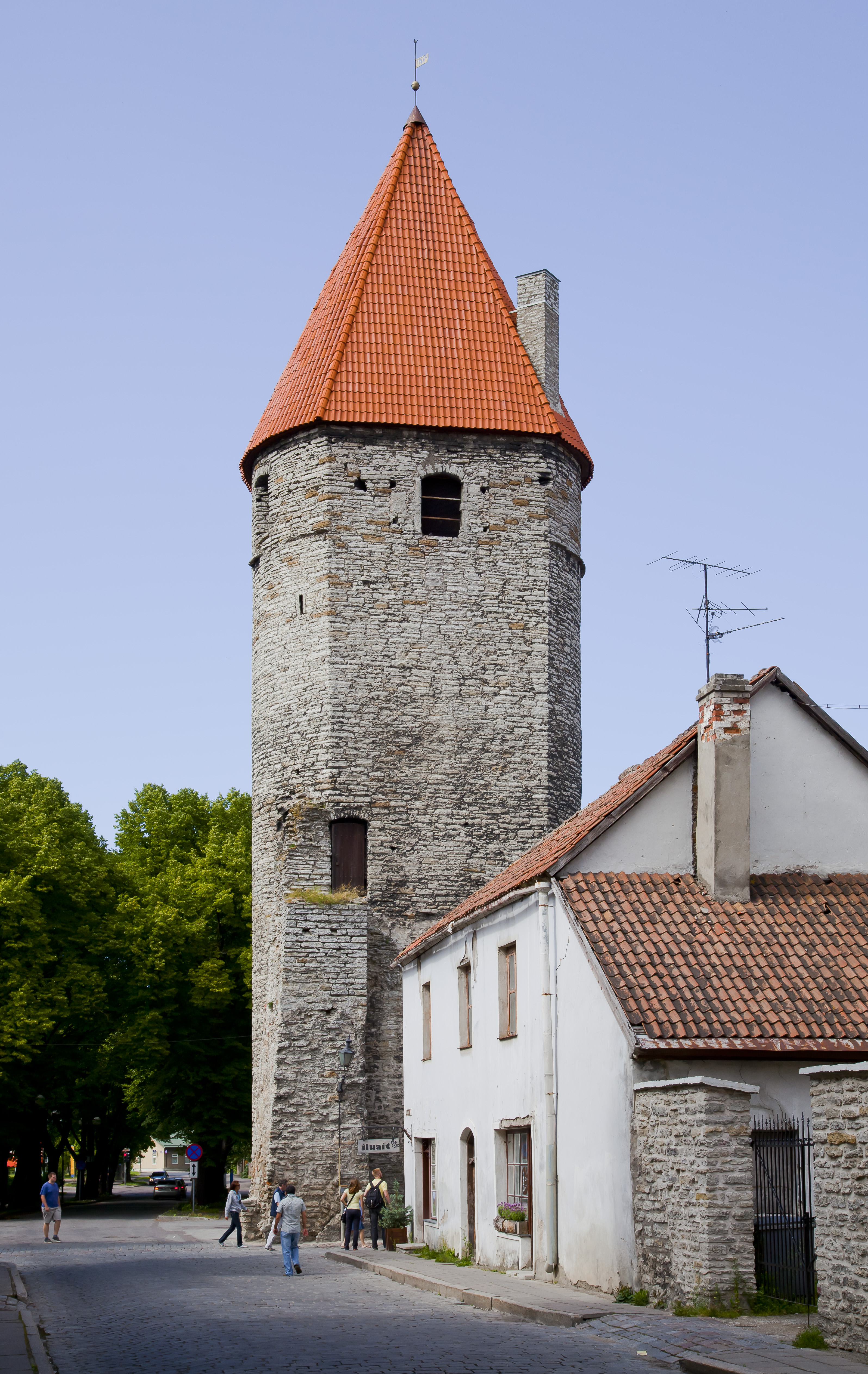
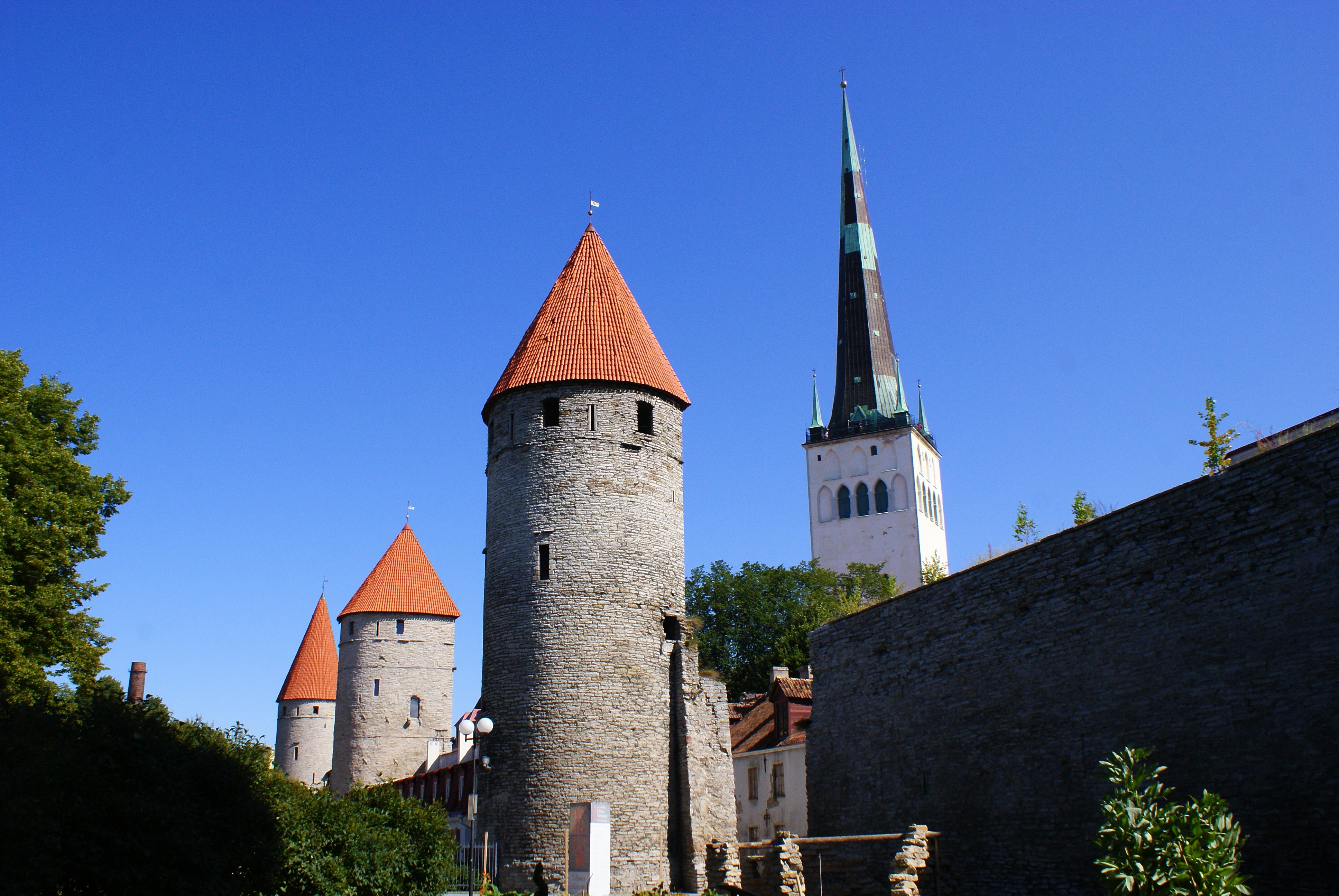
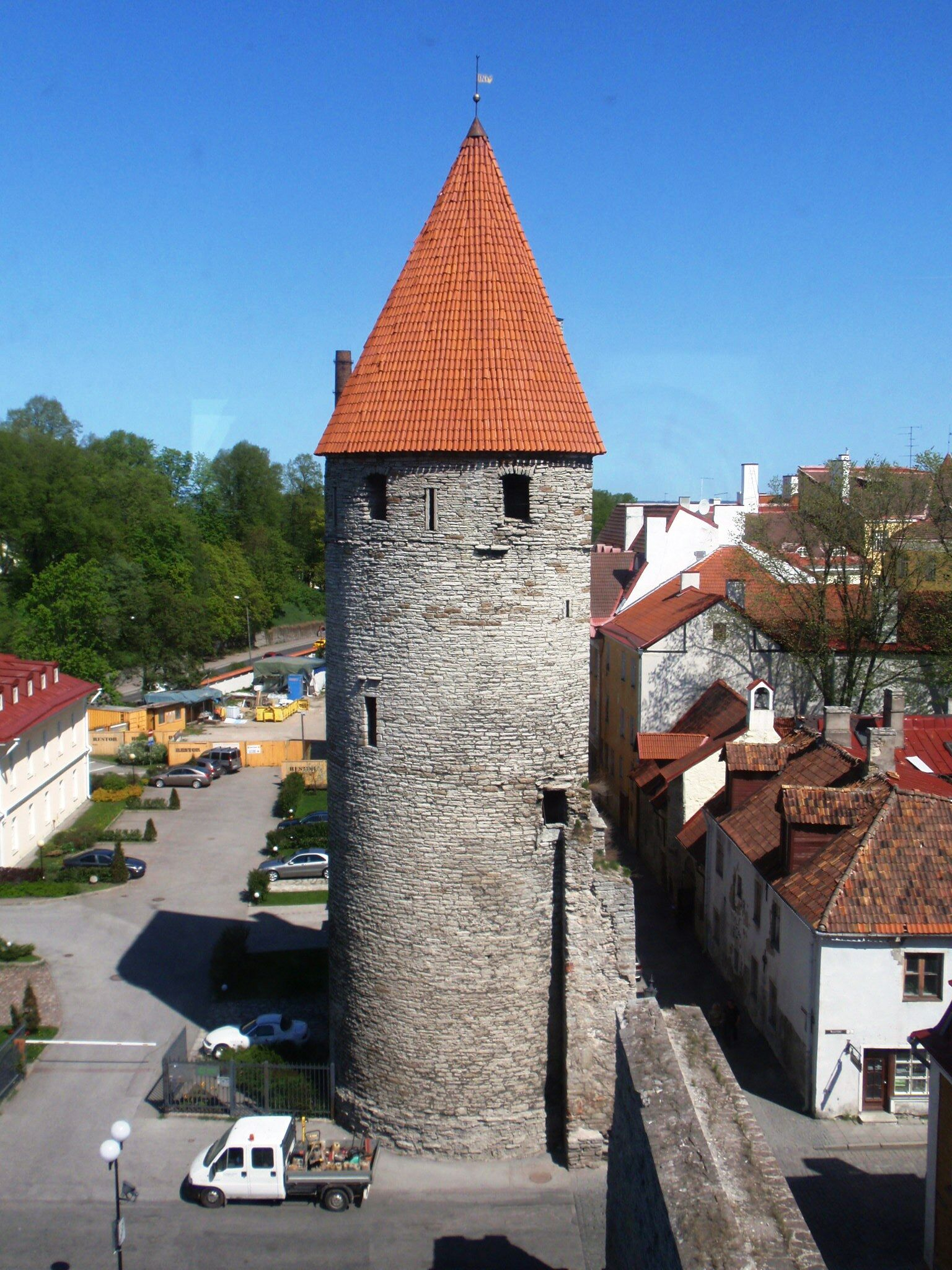